# Episodi di Candice Renoir (sesta stagione)
La sesta stagione della serie televisiva Candice Renoir è stata trasmessa in Francia dal 27 aprile al 25 maggio 2018 sul canale France 2.
In Italia, la stagione è stata trasmessa dal 20 settembre al 18 ottobre 2018 sul canale Fox Crime.
In chiaro, la stagione è stata trasmessa in prima visione assoluta su Rai 2 dal 1º al 18 giugno 2021.
| n° | Titolo originale                                | Titolo italiano                           | Prima TV Francia | Prima TV Italia   |
| -- | ----------------------------------------------- | ----------------------------------------- | ---------------- | ----------------- |
| 1  | Il faut souffrir pour être beau                 | Si deve soffrire per essere belli         | 27 aprile 2018   | 20 settembre 2018 |
| 2  | La vengeance est un plat qui se mange froid     | La vendetta va servita fredda             | 27 aprile 2018   | 20 settembre 2018 |
| 3  | Rira bien qui rira le dernier                   | Ride bene chi ride ultimo                 | 4 maggio 2018    | 27 settembre 2018 |
| 4  | A beau mentir qui vient de loin                 | È facile mentire per chi viene da lontano | 4 maggio 2018    | 27 settembre 2018 |
| 5  | Le chien est le meilleur ami de l'homme         | Il cane è il miglior amico dell'uomo      | 11 maggio 2018   | 4 ottobre 2018    |
| 6  | C'est la goutte d'eau qui fait déborder le vase | La goccia che fa traboccare il vaso       | 11 maggio 2018   | 4 ottobre 2018    |
| 7  | L'enfer est pavé de bonnes intentions           | L'inferno è ricoperto di buone intenzioni | 18 maggio 2018   | 11 ottobre 2018   |
| 8  | À la guerre comme à la guerre                   | Tutto è concesso in guerra e in amore     | 18 maggio 2018   | 11 ottobre 2018   |
| 9  | L'union fait la force (1ère partie)             | L'unione fa la forza (prima parte)        | 25 maggio 2018   | 18 ottobre 2018   |
| 10 | L'union fait la force (2ème partie)             | L'unione fa la forza (seconda parte)      | 25 maggio 2018   | 18 ottobre 2018   |